# Mastotermitidae
Mastotermitidae (лат.) — семейство термитов, представитель группы общественных насекомых. 1 современный и несколько вымерших видов и родов.

## Распространение
В современной фауне один вид встречается в Австралии и Океании.

## Описание
Средних и достаточно больших для термитов размеров (обычно 10—20 мм). Они являются единственным семейством термитов, где рабочие особи имеют глаза.
Солдаты имеют длинные, серповидные челюсти, но в целом по размеру почти сравнимы с обычными рабочими.

## Палеонтология
Древнейшие достоверные находки семейства происходят из бирманского янтаря.

## Классификация
10 родов, девять из которых известны только в ископаемом состоянии
- †Angustitermes  Jiang, Z. Zhao & Ren, 2024 (Меловой период, бирманский янтарь)
- †Anisotermes Zhao et al., 2019 (Меловой период, бирманский янтарь)
- †Blattotermes Riek (Эоцен — Олигоцен, Франция, США, Австралия)
- †Garmitermes Engel, Grimaldi, & Krishna (Эоцен, Европа)
- †Idanotermes  Engel (Эоцен, Европа)
- †Khanitermes  Engel, Grimaldi, & Krishna, 2007 (Меловой период, Монголия)[6]
- Mastotermes Froggatt, 1897 — около 10 видов (Меловой период — современность, Европа, Центральная Америка, Австралия)[7][8]
  - Термит дарвинов (Mastotermes darwiniensis) — Австралия и Океания
  - †Mastotermes anglicus K. von Rosen, 1913[9]
  - †Mastotermes  minutus Nel et Borguet, 2006
  - †Mastotermes monostichus Zhao et al., 2019 (Меловой период, бирманский янтарь)
  - †Mastotermes  nepropadyom Vrsansky and Aristov 2014
- †Miotermes Rosen (Миоцен, Хорватия, Германия, Франция)
- †Spargotermes Emerson (Миоцен — Плиоцен, Бразилия)
- †Valditermes Jarzembowski, 1981 (Меловой период, Англия)[10]